# Parmai Tádé
Parmai Tádé (latinul: Taddaeus de Parma, olaszul: Taddeo da Parma), (? – 1359) középkori itáliai filozófus.
Orvostanhallgatók számára írta meg Theorica planetarum című művét 1318-ban. A Quaestiones de anima azt a kérdést tárgyalja, hogy igaz-e: az értelmes lélek a test lényegadó formája, és a test is tőle kap életet? Különböző nézetek (beleértve Arisztotelészé) megcáfolása után – Averroës filozófiai módszereit követve – arra a konklúzióra jut, hogy igaz ez a nézet. Érdekesség, hogy Tádétól a fentieken kívül fennmaradt külön egy 1321-ben írt quaestioja De elementis címmel.